# Gustavo Ibáñez
Gustavo César Ibáñez (San Pablo, Tucumán, Argentina; 30 de julio de 1979) es un exfutbolista argentino que jugaba como delantero y su último club profesional fue San Pablo de la Liga Tucumana de Fútbol.

## Trayectoria

### Inicios
Comenzó a jugar al fútbol en el club de su ciudad San Pablo y en el año 1999, con 17 años, hizo su debut contra San Martín de Tucumán, donde también anotaría un gol desde mitad de cancha, en un partido correspondiente a la Liga Tucumana de Fútbol.

### San Martín de Tucumán: 1ª etapa
Producto de las buenas actuaciones en el club de su ciudad, en 2002 un ojeador lo llevó a probarse en San Martín de Tucumán, donde quedó seleccionado debutando oficialmente con el primer equipo el 13 de octubre de 2002, en la derrota 2 a 0 contra Central Argentino de La Banda, por la segunda fecha de la primera ronda del Torneo Argentino B 2002-03. En ese campeonato San Martín terminaría descendiendo a la Liga Tucumana de Fútbol.
A partir de 2003, logró con el club de forma consecutiva los ascensos al Torneo Argentino B, Torneo Argentino A y Primera B Nacional jugando a un gran  nivel individual y además, anotando goles importantes contra Sportivo Patria y Racing de Córdoba, en las finales por los ascensos a la tercera y segunda división respectivamente. Gracias a sus destacadas actuaciones en este periodo, se transformó uno de los favoritos de la hinchada "ciruja".

### Quilmes
Para la campaña 2006-07 fue cedido a préstamo a Quilmes donde haría su debut en la Primera División del Fútbol Argentino. En el cervecero jugaría 21 partidos y convertiría 3 goles.

### San Martín de Tucumán: 2ª etapa
Al retornar a San Martín, logró su cuarto ascenso con el club cuando en la temporada 2007-08 ganaron el título de la Primera B Nacional, lo que les permitió disputar la temporada siguiente la Primera División del Fútbol Argentino. Esta temporada fue la mejor de su carrera en el club siendo una parte muy importante en el ascenso con 11 goles y 10 asistencias, y teniendo actuaciones muy destacadas, como el partido contra Belgrano por la fecha 17 en donde metió 3 goles.
En la temporada 2008-09, y pese a que el "Ratón" siguió con su buen nivel individual y con partidos sobresalientes, como las victorias contra River Plate y San Lorenzo, ambas por 3 a 0, el club no logró mantener la categoría y descendió a la segunda división.
A pesar de tener ofrecimientos para seguir jugando en primera, Ibáñez continuó la temporada 2009-10 en el conjunto "santo", pero solo el primer semestre ya que para el segundo se iría a jugar a Chile en la que sería su primera experiencia en el exterior.

### Municipal Iquique
Para la segunda parte del campeonato 2009-10 es prestado a Municipal Iquique de la Primera B de Chile, donde convirtió 1 gol en 6 partidos.

### San Martín de Tucumán: 3ª etapa
En su última etapa en el "santo" tucumano, el club sufriría un nuevo descenso al Argentino A, y en donde, a pesar de ser uno de los puntos fuerte, el equipo nunca encontraría la regularidad necesaria para poder pelear por los puestos de ascenso.
Luego de tres temporadas sin lograr el objetivo de volver a segunda división, y de no llegar a un acuerdo de renovación con la dirigencia, Ibáñez se despide del "ciruja" habiendo jugado más de 200 partidos con la camiseta rojiblanca y logrando 4 ascensos, permitiéndole ser uno de los pocos jugadores de la historia que jugó todas las categorías del fútbol argentino con San Martín.

### Juventud Antoniana
Con el pase en su poder, se une a Juventud Antoniana del Torneo Federal A, equipo con el cual jugaría más de 100 partidos durante su estadía en el club.

## Estadísticas

### Clubes
Actualizado hasta su último partido disputado el 7 de abril de 2019.
| Club                         | Div.          | Temporada     | Liga  | Liga  | Liga   | Copas nacionales | Copas nacionales | Copas nacionales | Total | Total | Total  |
| Club                         | Div.          | Temporada     | Part. | Goles | Asist. | Part.            | Goles            | Asist.           | Part. | Goles | Asist. |
| ---------------------------- | ------------- | ------------- | ----- | ----- | ------ | ---------------- | ---------------- | ---------------- | ----- | ----- | ------ |
| San Martín (T) Argentina     | 4.ª           | 2002-03       | 15    | 3     | 1      | —                | —                | —                | 15    | 3     | 1      |
| San Martín (T) Argentina     | 4.ª           | 2004-05       | 23    | 6     | 2      | —                | —                | —                | 23    | 6     | 2      |
| San Martín (T) Argentina     | 3.ª           | 2005-06       | 35    | 15    | 10     | —                | —                | —                | 35    | 15    | 10     |
| San Martín (T) Argentina     | 2.ª           | 2007-08       | 38    | 11    | 10     | —                | —                | —                | 38    | 11    | 10     |
| San Martín (T) Argentina     | 1.ª           | 2008-09       | 38    | 4     | 4      | —                | —                | —                | 38    | 4     | 4      |
| San Martín (T) Argentina     | 2.ª           | 2009-10       | 17    | 0     | 2      |                  |                  |                  | 17    | 0     | 2      |
| San Martín (T) Argentina     | 2.ª           | 2010-11       | 33    | 2     | 1      | —                | —                | —                | 33    | 2     | 1      |
| San Martín (T) Argentina     | 3.ª           | 2011-12       | 30    | 3     | 6      | —                | —                | —                | 30    | 3     | 6      |
| San Martín (T) Argentina     | 3.ª           | 2012-13       | 37    | 1     | 4      | 2                | 1                | 0                | 39    | 2     | 4      |
| San Martín (T) Argentina     | 3.ª           | 2013-14       | 27    | 5     | 2      | 1                | 0                | 0                | 28    | 5     | 2      |
| San Martín (T) Argentina     | Total club    | Total club    | 293   | 50    | 40     | 3                | 1                | 0                | 296   | 51    | 40     |
| Quilmes A. C. Argentina      | 1.ª           | 2006-07       | 21    | 3     | 0      | —                | —                | —                | 21    | 3     | 0      |
| Quilmes A. C. Argentina      | Total club    | Total club    | 21    | 3     | 0      | 0                | 0                | 0                | 21    | 3     | 0      |
| Municipal Iquique · Chile    | 2.ª           | 2010          | 6     | 1     | 0      | —                | —                | —                | 6     | 1     | 0      |
| Municipal Iquique · Chile    | Total club    | Total club    | 6     | 1     | 0      | 0                | 0                | 0                | 6     | 1     | 0      |
| Juventud Antoniana Argentina | 3.ª           | 2014          | 16    | 0     | 2      | —                | —                | —                | 16    | 0     | 2      |
| Juventud Antoniana Argentina | 3.ª           | 2015          | 32    | 5     | 7      | —                | —                | —                | 32    | 5     | 7      |
| Juventud Antoniana Argentina | 3.ª           | 2016          | 18    | 6     | 2      | —                | —                | —                | 18    | 6     | 2      |
| Juventud Antoniana Argentina | 3.ª           | 2016-17       | 26    | 8     | 2      | —                | —                | —                | 26    | 8     | 2      |
| Juventud Antoniana Argentina | 3.ª           | 2017-18       | 27    | 3     | 3      | 4                | 1                | 0                | 31    | 4     | 3      |
| Juventud Antoniana Argentina | 3.ª           | 2018-19       | 19    | 3     | 2      | 3                | 0                | 0                | 22    | 3     | 2      |
| Juventud Antoniana Argentina | Total club    | Total club    | 138   | 25    | 18     | 7                | 1                | 0                | 145   | 26    | 18     |
| Total carrera                | Total carrera | Total carrera | 458   | 79    | 58     | 10               | 2                | 0                | 468   | 81    | 58     |
| 1. 2.                        |               |               |       |       |        |                  |                  |                  |       |       |        |

### Hat-tricks
| 1 | 28 de noviembre de 2007 | Estadio Mario Alberto Kempes, Córdoba | Belgrano - San Martín (T) |  | 2 - 3 | Primera B Nacional 2007-08 |

## Palmarés

### Torneos nacionales
| Título                  | Club                  | País      | Año     |
| ----------------------- | --------------------- | --------- | ------- |
| Liga Tucumana de Fútbol | San Martín de Tucumán | Argentina | 2004    |
| Torneo Argentino B      | San Martín de Tucumán | Argentina | 2004-05 |
| Primera B Nacional      | San Martín de Tucumán | Argentina | 2007-08 |

### Otros logros
- Ascenso a la Primera B Nacional con San Martín de Tucumán en 2006.